# Bodenproduktivität
Als Bodenproduktivität (englisch soil productivity, soil fertility) wird in der Land- und Forstwirtschaft, der Agrarökonomie und der Volkswirtschaftslehre die Produktivität des Produktionsfaktors Boden bezeichnet.

## Allgemeines
Die Produktivität wird bei allen Produktionsfaktoren gemessen. Bei der Arbeit ist es die Arbeitsproduktivität, beim Kapital die Kapitalproduktivität. Das Zusammenwirken aller Produktionsfaktoren wird totale Faktorproduktivität genannt. Die Bodenproduktivität wird allgemein lediglich auf die Bodennutzung – also die ökonomisch genutzte Landfläche begrenzt, Brachland ist somit nicht Teil der Bodenproduktivität. Der für Verkehr, Wohnflächen und Gewerbeflächen genutzte Boden wird als Nutzungsfläche ebenfalls ausgeklammert, so dass einzig die Urproduktion (landwirtschaftliche Nutzfläche, Wirtschaftswald und Bergbau, nicht jedoch Fischerei) für die Messung der Bodenproduktivität herangezogen wird.

## Geschichte
Die Physiokraten sprachen dem Boden die alleinige Produktivität zu, während Karl Marx die produktive Arbeit bevorzugte. Für den Physiokraten François Quesnay war 1757 die Bodenproduktivität in der Urproduktion die alleinige Quelle des allgemeinen Wohlstandes. Der Bodenertrag ist für ihn die wesentliche Einnahme (französisch revenue), welche die Landwirtschaft zum einzigen Produktionsfaktor macht.
Durch Beobachtung der landwirtschaftlichen Produktion gelangte Anne Robert Jacques Turgot 1767/1768 zu der Erkenntnis, dass, wenn man sonst alle Faktoren konstant hält (z. B. Größe der Ackerfläche, Menge des Saatguts und Düngers), mit zunehmendem Arbeitseinsatz zunächst mit steigenden, aber ab einem gewissen Punkt mit abnehmendem Ertragszuwachs zu rechnen ist. Dieses Bodenertragsgesetz geht mithin davon aus, dass die Bodenproduktivität linear abnimmt und der Bodenertrag sinkt. Johann Heinrich von Thünen Johann erkannte 1826, dass die Intensivierung landwirtschaftlicher Nutzung zur Aufrechterhaltung der Bodenproduktivität einen größeren Einsatz von Dünger erfordere: „Der Boden wird im Verhältnis der Größe der Ernten erschöpft und bedarf in dem Maße, wie die Aussaugung größer wird auch einem größeren Düngersatz.“ Er verband die Intensivierung der Landwirtschaft mit der Erhöhung eines mit Kapitaleinsatz zusammenhängenden Arbeitseinsatzes. Thünen bestätigte 1842, „dass das Mehrerzeugnis nicht in geradem Verhältnis mit der Zahl der mehr angestellten Arbeiter steigt, sondern jeder später angestellte Arbeiter liefert ein geringeres Erzeugnis als der vorhergehende“. Das von Thomas Robert Malthus 1798 entwickelte Bevölkerungsgesetz ignorierte die Veränderbarkeit der Bodenproduktivität und kam zu der Schlussfolgerung, dass das weltweite Bevölkerungswachstum zu Hunger und Armut führe.
James Anderson of Hermiston ging 1801 davon aus, dass sich der Boden durch chemische Einflüsse und Bearbeitung immer weiter verbessere und die Bodenproduktivität bei weiser Bodenbewirtschaftung von Jahr zu Jahr zunehme. David Ricardo zufolge muss bei zunehmender Bodenproduktion und sinkender Bodenproduktivität der Anteil der Bodenrente an der volkswirtschaftlichen Wertschöpfung steigen und als Folge davon der Profitanteil an der Wertschöpfung sinken. Ricardo untersuchte 1817 die Besiedlung neuer Territorien und die Auswirkungen derselben auf Bodenproduktivität und Nahrungsmittelpreise. John Stuart Mills Ackerbaugesetz besagte, dass die Grenze der Bodenproduktivität erreicht ist, sobald kein weiterer technischer Fortschritt mehr stattfindet.
Im Jahre 1871 wurden in Deutschland lediglich 0,9 Tonnen Roggen pro Hektar geerntet, 1912 schon 1,57 Tonnen. 1871 zog man 5 Tonnen Kartoffeln aus dem Hektar, 1914 erntete man bereits 13,5 Tonnen vom Hektar. Im Jahre 2016 lagen die Ernteerträge bei 5,56 (Roggen) bzw. 45,4 (Kartoffeln). Im Jahre 2017 lag weltweit der Hektarertrag für Mais bei 5,6 Tonnen/Hektar, gefolgt von Reis (4,5), Weizen (3,4) und Gerste (3,0). Am gesamten Marktobst haben in Deutschland Äpfel mit 30,9 Tonnen/Hektar die höchste Ernteproduktivität, gefolgt von Birnen (22,4), Pflaumen/Zwetschgen (12,2), Erdbeeren (Freiland; 11,5) und Mirabellen/Renekloden (9,2). Werner Sombart ging 1960 davon aus, dass die Bodenproduktivität steigt, wenn mehr Agrarprodukte aus dem Boden erwirtschaftet werden können.
Im Jahre 1981 hat die Ernährungs- und Landwirtschaftsorganisation der Vereinten Nationen einer „Welt-Boden-Charta“ zugestimmt, worin unter anderem die steigende Notwendigkeit der Nahrungsmittelproduktion, die Verbesserung und Erhaltung der Bodenproduktivität und der Schutz der Bodenressourcen Vorrang für eine optimale Landnutzung genießen.
Der Nobelpreisträger Theodore W. Schultz kritisierte 1986: „Die unterschiedliche Bodenproduktivität ist keine nützliche Variable. Sie erklärt nicht, warum die Bevölkerung in seit langem besiedelten Gebieten der Erde arm ist. Menschen in Indien waren jahrhundertelang arm, sowohl auf dem Dekkan-Plateau , wo die Produktivität der durch Regen bewässerten Böden gering ist, als auch auf den äußerst fruchtbaren Böden Südindiens…“. Als Maßstab für die Armut ist die Bodenproduktivität freilich nicht geschaffen.

## Ermittlung
Die volkswirtschaftliche Kennzahl der Bodenproduktivität ist der auf die Nutzfläche bezogene Bodenertrag. Die Bodenproduktivität {\displaystyle BP} gibt das Verhältnis aus Bodenertrag {\displaystyle BE}.und der dafür erforderlichen Landfläche {\displaystyle Lf}.wieder:
{\displaystyle BP={\frac {BE}{Lf}}}.
Als Berechnungseinheit dient die Landfläche von 1 Hektar. Werden auf einer Landfläche von 1 Hektar 3 Tonnen Weizen geerntet und auf einer anderen Fläche 4 Tonnen, so weist die letztere eine höhere Bodenproduktivtät auf:
{\displaystyle {\text{BP}}={\frac {\text{Tonnen}}{\text{Hektar}}}\,}.
Bodenproduktivität beinhaltet den reinen Bodenertrag ohne Berücksichtigung der investierten Arbeit und des investierten Kapitals. Dabei wird übersehen, dass faktorbezogene Produktivitäten stets das Zusammenwirken aller Produktionsfaktoren reflektieren: In der Arbeitsproduktivität steckt die Kapazität eingesetzter Maschinen, in der Kapitalproduktivität ist die Arbeitsleistung der Arbeitskräfte berücksichtigt. So kann beispielsweise ein Arbeiter mit einem Bagger mehr Erde bewegen als mit einer Schaufel; die Arbeitsproduktivität verbessert sich durch den Kapitaleinsatz, obwohl sich Umfang und Intensität des Arbeitseinsatzes nicht verändert haben.

## Wirtschaftliche Aspekte
Einflussfaktoren der Bodenproduktivität
Der Boden ist der einzige, kaum beliebig vermehrbare Produktionsfaktor (Ausnahmen: Landgewinnung, Melioration, Rodung) und unterliegt deshalb einer natürlichen Knappheit.
Einflussfaktoren der Bodenproduktivität sind insbesondere Anbautechnik, Betriebsgröße (Kleinbauern, Großbetriebe), Bodendegradation, Cash Crops oder Food Crops, Düngung, Fruchtfolge (Sommerweizen, Winterweizen), Landnutzung, Größe der Nutzfläche, Pflanzenschutz, Saatgut, technischer Fortschritt, Umwelt oder Witterung (Dürre oder Überschwemmungen führen zu Ernteausfall). So ist beispielsweise die Anbautechnik auch von der Bodenart abhängig, so dass etwa Hackbau von Hackfrüchten im Hackbaugürtel stattfindet, Ackerbau durch Nutzpflanzenanbau mit Pflug oder moderner Landtechnik. Durch umfassende Meliorationsmaßnahmen kann die Bodenproduktivität erhöht werden. Das gilt auch für die extensive Landwirtschaft, die durch Nutzung von relativ großen Landflächen gekennzeichnet ist, und die intensive, deren Produktivität durch Bewässerung, mineralische Düngung, Rodung,  Terrassenfeldbau und Trockenlegung verbessert werden kann. Eine geringe Bodenproduktivität ist für die extensive Landwirtschaft kennzeichnend und geht in der Regel mit einer hohen Arbeitsproduktivität einher. Deshalb ist in den trockenen Tropen infolge geringer natürlicher Bodenproduktivität die extensive Weidewirtschaft verbreitet. Höhere Bodenproduktivität kann durch Mineraldünger, Saatgut oder Herbizide/Pestizide/Fungizide erreicht werden. Die Fruchtfolge führt bei Dreifelderwirtschaft zu einer höheren Bodenproduktivität als bei der Zweifelderwirtschaft. Wasser- und Winderosion sind die Hauptursachen der Bodendegradation, wodurch die Bodenproduktivität abnimmt.
Bodenproduktivität und Arbeitsproduktivität
Eine hohe Bevölkerungsdichte im Verhältnis zur landwirtschaftlichen Nutzfläche zwingt zu hoher Bodenproduktivität, insbesondere wenn ein hoher Selbstversorgungsgrad durch Subsistenzwirtschaft erreicht werden soll. Falls Boden- und Arbeitsproduktivität gleichermaßen erhöht werden sollen, müssen die Kapitalkosten gering sein, so dass durch Mechanisierung die Arbeitsproduktivität und durch Intensivierung die Bodenproduktivität gesteigert werden kann. Wo die Bodenpreise hoch sind und die Arbeitskosten steigen, kann diesen Kostenstrukturen nur durch eine hohe Boden- und Arbeitsproduktivität entgegengewirkt werden, was jedoch mit sinkender Kapitalproduktivität erkauft werden muss. Der Körnerfruchtbau gewährleistet generell eine höhere Arbeitsproduktivität, der Hackfruchtbau eine höhere Bodenproduktivität. Unter den gleichen ökologischen Verhältnissen müssen deshalb dichtbesiedelte Staaten den Hackfruchtbau stärker bevorzugen als dünnbesiedelte.
Nutzungskonkurrenzen
Die produktive Bodennutzung kann zu Flächenkonkurrenzen führen. Da auch der Bergbau zwecks Gewinnung von Bodenschätzen und Rohstoffen zur Bodennutzung gehört, konkurriert er mit der Land- und Forstwirtschaft, die hier nicht (mehr) betrieben werden können. Konkurrenz besteht auch zwischen dem Agrarsektor und der Viehwirtschaft oder Forstwirtschaft und Landwirtschaft jeweils auf derselben Landfläche. Die Abholzung des tropischen Regenwaldes ist ein negatives Beispiel für die Erhöhung der Bodenproduktivität, denn hierbei wird der – unproduktive – Waldschutz aufgegeben zu Gunsten der Umwandlung in Nutzwald, Agrarwirtschaft oder Bergbau. Auf diese Weise wird durch Brandrodung das Fruchtbarkeitspotenzial des Regenwaldes in wenigen Jahren erschöpft. Auch die Umwidmung der für die Urproduktion genutzten Landflächen in andere Flächennutzungen wie Siedlung (Wohnungen und Gewerbe), Infrastruktur oder Tourismus beeinträchtigt die Bodenproduktivität.

## International
Die nordamerikanische Produktionsmethode ist auf eine hohe Arbeitsproduktivität, die spezifisch westdeutsche auf eine hohe Bodenproduktivität gerichtet. Deshalb müssen deutsche Landwirte die Bodenflächen im Vergleich zu Personal und Landtechnik sparsamer einsetzen als die Farmer in den USA, um einen ausreichend hohen Grenzertrag des Bodens zu erwirtschaften. In bevölkerungsreichen Agrarstaaten wird der Boden zunehmend knapper, was zu einer starken Erhöhung der Bodenproduktivität führt.